# Вик (Алье)
Вик (фр. Vicq) — коммуна во Франции, находится в регионе Овернь. Департамент коммуны — Алье. Входит в состав кантона Эбрёй. Округ коммуны — Монлюсон.
Код INSEE коммуны — 03311.

## Население
Население коммуны на 2008 год составляло 324 человека.
| 1962 | 1968 | 1975 | 1982 | 1990 | 1999 | 2008 |
| ---- | ---- | ---- | ---- | ---- | ---- | ---- |
| 394  | 430  | 342  | 315  | 310  | 300  | 324  |

## Экономика
В 2007 году среди 204 человек в трудоспособном возрасте (15—64 лет) 137 были экономически активными, 67 — неактивными (показатель активности — 67,2 %, в 1999 году было 62,2 %). Из 137 активных работали 127 человек (70 мужчин и 57 женщин), безработных было 10 (5 мужчин и 5 женщин). Среди 67 неактивных 19 человек были учениками или студентами, 20 — пенсионерами, 28 были неактивными по другим причинам.

## Достопримечательности
- Романская церковь. Исторический памятник с 1911 года.
- Замок Ла-Мот